# Pozorowana egzekucja

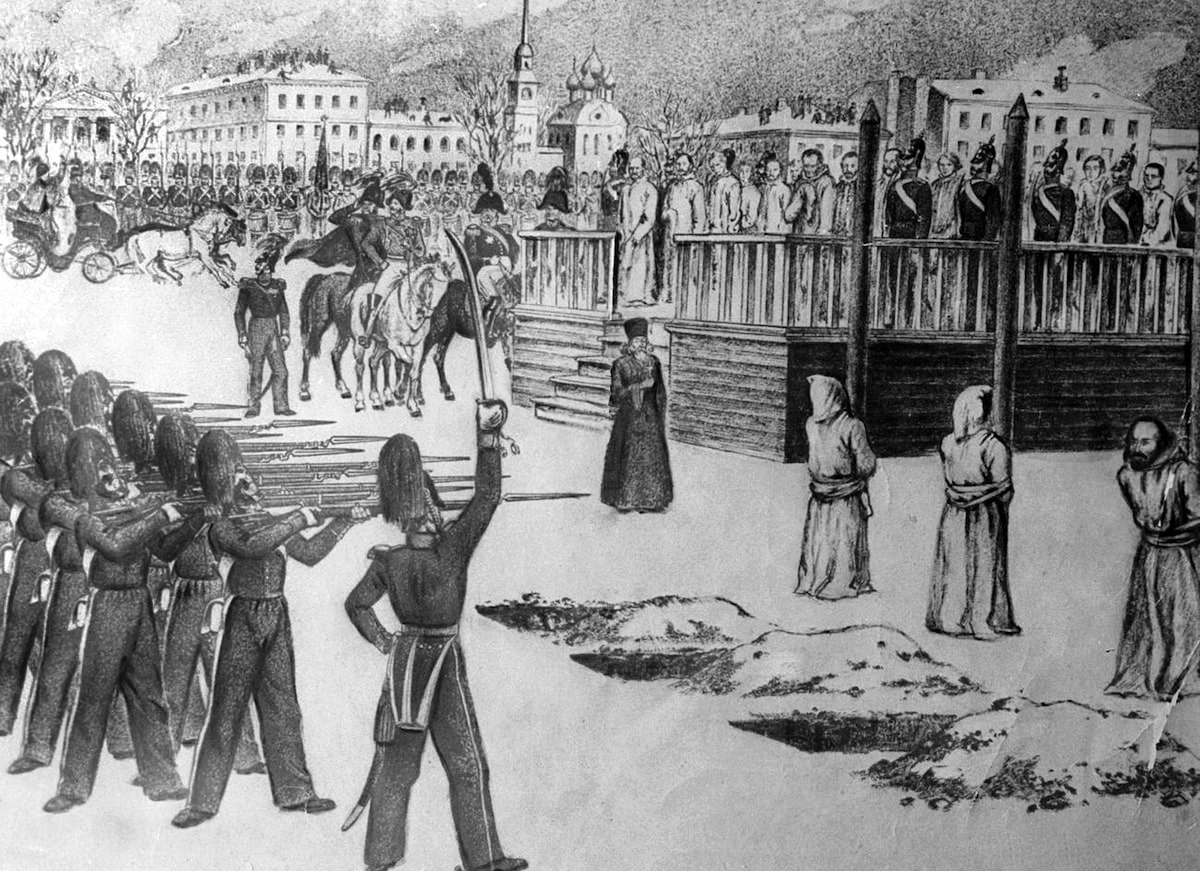
Członkowie Koła Pietraszewskiego na placu Siemionowskim w Petersburgu, podczas odwołanej w ostatniej chwili egzekucji (1849)

Pozorowana egzekucja – metoda tortur, w której oprawca sprawia, że ofiara wierzy, że zostanie stracona. 

## Opis
Pozorowaną egzekucję można przeprowadzić przekonując ofiarę, że jej egzekucja zostanie wkrótce wykonana, albo poddając ofiarę zwykłym przygotowaniom do egzekucji doraźnej – na przykład można nakazać jej wykopanie własnego grobu, zmusić ją do bycia świadkiem prawdziwych lub inscenizowanych egzekucji lub zawiązać jej oczy i zaprowadzić na miejsce egzekucji. Oprawca może symulować strzał, strzelić do ofiary ślepakami lub „zagrać” z ofiarą w rosyjską ruletkę. W pozorowanej egzekucji przez ścięcie nóż gilotyny o skośnym ostrzu, spadał i zatrzymywał się tuż nad szyją ofiary.
Ofiara nigdy nie jest stracona w pozorowanej egzekucji, a jej celem jest złamanie zdrowia psychicznego ofiary bez widocznych śladów fizycznych. To niezwykle traumatyczne doświadczenie może zagrażać życiu, a pozorowana egzekucja jest uważana za torturę psychiczną.